# タマガワホトトギス
タマガワホトトギス（玉川杜鵑・玉川杜鵑草、学名: Tricyrtis latifolia）はユリ科ホトトギス属の多年草。

## 和名の由来
ホトトギス属の花被片の斑点を鳥類のホトトギス（杜鵑）の胸にある斑点になぞらえてホトトギスという。さらに、牧野富太郎によればタマガワホトトギスの黄色をヤマブキの色に見立て、ヤマブキの名所であった京都府綴喜郡井手町の木津川の支流である玉川の名を借りて、その名としたという。

## 分布と生育環境
日本固有種で、本州、四国、九州の低山から亜高山まで分布する。湿気の多い土地を好み、丘陵や山麓の沢沿いや湿った林内、原野などに見られ、水気のある場所に生育する。特に低地広葉樹林の林内の樹陰に、大小の集団を作って群生する。

## 特徴
多年生草本。地下茎は垂直に地中に伸び、走出枝（ランナー）を出す。茎は多少ジグザクに曲がり、直立または斜上し、高さは40 - 100センチメートル (cm) になる。葉は互生し、葉身は広楕円形で長さ8 - 18 cmになり、先端は急にとがり、基部は心形になって茎を深く抱く。花茎を除き、葉や茎にほとんど毛がない。
花期は7 - 9月。茎先と上部の葉腋に腺毛のある散房花序をつけて黄色い花を上向きに咲かせる。花被片は6個あり、斜めに開き、黄色で内面に紫褐色の斑点がある。長さは約20ミリメートル (mm) になり、3個の内花被片は長楕円形、3個の外花被片は広長楕円形で、外花被片の方が幅が広く、外花被片の基部に袋状のふくらみがある。雄蕊は6個で、花糸は互いに寄り添って立ち、上部で反り返って先端に葯を外向きつける。花柱の先は3つに分かれ、各枝の先はさらに2裂し、粒状の毛があり紫色の斑点がある。果実は披針形体の蒴果で3稜があり、胞間裂開する。
- 花被片は黄色で内面に紫褐色の斑点がある。
- 葉の基部は茎を強く抱く。
- 果実は披針形体の蒴果で3稜がある。

## 食用
若芽を山菜として食用にする。採取時期は5 - 6月ごろで、寒冷地や高山では7月ごろが適期とされる。食味はウリのようなほのかな香りと爽やかな食感、さっぱりした味わいに特徴がある。採取した若芽を茹でて、からし・ごま和えや白和えなどの和え物、酢の物、サラダなどにする。生のまま天ぷら、汁の実、すまし汁の具などにもできる。

## 下位分類
- ハゴロモホトトギス Tricyrtis latifolia Maxim. var. makinoana (Tatew.) Hiyama[9] - 北海道、本州の東北地方に分布し、葉の裏面に毛のあるものを変種とする[6]が、基本種のタマガワホトトギスと区別しない見解がある[9]。この場合、タマガワホトトギスの分布地は、北海道、本州、四国、九州となる。